# 維克多一世 (安哈特-貝恩堡-紹姆堡-霍伊姆)
維克多一世（德語：Viktor I.，1693年9月7日—1772年4月15日），安哈特-貝恩堡-紹姆堡-霍伊姆親王，1727年至1772年在位。

## 家庭
1714年，維克多與伊森堡-比爾施泰因的夏洛特·路易絲結婚，兩人共有2子1女：
1. 維多利亞·夏洛特（英语：Princess Victoria Charlotte of Anhalt-Zeitz-Hoym）（1715年—1772年），拜律特藩侯夫人
2. 卡爾·路德維希（1723年—1806年）
3. 法蘭茲·阿道夫（英语：Prince Franz Adolph of Anhalt-Bernburg-Schaumburg-Hoym）（1724年—1784年）

夏洛特·路易絲於1739年去世。隔年，維克多與亨克爾·馮·杜能斯馬克的海德薇希·索菲（Hedwig Sophie）結婚，兩人共有2子1女：
1. 腓特烈（1741年—1812年）
2. 索菲·夏洛特（法语：Sophie-Charlotte d'Anhalt-Bernbourg-Schaumbourg-Hoym）（1743年—1781年）
3. 維克多·阿瑪迪斯（英语：Victor Amadeus of Anhalt-Bernburg-Schaumburg-Hoym）（1744年—1790年）